# Matilda Mother
Matilda Mother ist ein Lied der britischen Rockband Pink Floyd, der 1967 auf dem Debütalbum The Piper at the Gates of Dawn erschienen ist. Falsch geschrieben, erschien Mathilda Mother 1970 auf The Best of the Pink Floyd / Masters of Rock.
Verfasst wurde der Song von Syd Barrett, gesungen jedoch vornehmlich von Richard Wright und passagenweise im Duett mit Syd Barrett.

## Liedtext
Der Text von Matilda Mother zitiert in Fragmenten ein Märchen, wie es von einer Mutter ihrem den Song singenden Sohn in Etappen vorgelesen wird. Da sie zwischenzeitlich unterbricht, fordert er sie auf, mehr davon zu lesen (“Oh Mother, tell me more”). Der Text reflektiert ein bei Barrett wiederkehrend behandeltes Thema, nämlich seine nostalgischen Erinnerungen an die Kindheit; überlagert diese durch das Bewusstsein, dass sie nicht zurückzuerlangen ist. Vor der Frage der Auslegung von Staunen und Träumen (“Wondering and Dreaming” / “the words had different meaning”) stand Barrett zu diesem Zeitpunkt im apollinischen wie dionysischen Sinne gleichermaßen. Apollinisches und Dionysisches sind hergebrachte Polaritäten in der Philosophie (beispielsweise Nietzsches).
Ursprünglich entnahm Barrett das Thema aus Versen der Cautionary Tales for Children von Hilaire Belloc. In diesem Buch erhalten unartige Kinder, so auch Matilda, ihre wohlverdienten Strafen. Barrett war jedoch gezwungen, die Texte alsbald umzuformulieren, als Belloc androhte, gegen ihn vorzugehen.

## Musikalische Konzeption
Matilda Mother beginnt mit einem eher ungewöhnlichen Duett zwischen Bass- und Orgelspiel. Roger Waters wiederholt auf der G-Saite des 16. Bundes seines E-Basses das H und variiert den tieferen Ton D nach Fis auf der D-Saite. Anders als bei älteren Popsongs dieser Zeit werden kaum Akkorde gespielt. Als besonders ungewöhnlich für westliche Musik darf gelten, dass Richard Wright seine Orgel im phrygischen Modus spielt, wodurch sich ein hypnotischer Klangteppich mit an arabische und indische Musik erinnernder Wirkung entfaltet. Mit Songs wie Careful with That Axe, Eugene oder Set the Controls for the Heart of the Sun sollten solche Experimente kurze Zeit später wiederholt werden. Der Titel endet im mixolydischen Modus, mit wortlosen Gesangsharmonien der beiden Sänger Wright und Barrett.

## Alternativ-Versionen
Eine zuvor unveröffentlichte Version des Songs erschien in der 40-jährigen Jubiläumsausgabe von The Piper at the Gates of Dawn. Teilweise finden sich auch hier Textpassagen des Dichters Belloc wieder. Eine davon wiederum unterschiedene Version enthält die Kompilation An Introduction to Syd Barrett aus dem Jahre 2010.

## Personelle Besetzung
- Syd Barrett – E-Gitarre, Lead Vocals (Chorgesang und Abschluss-Vers)
- Roger Waters – E-Bass, Hintergrundgesang
- Richard Wright – Farfisa-Orgel, Lead Vocals (die ersten beiden Verse)
- Nick Mason – Schlagzeug